# Buckner (Arkansas)
Buckner è una città statunitense situata nello Stato dell'Arkansas, nella Contea di Lafayette.